# یک زندگی (فیلم ۲۰۲۳)
یک زندگی (به انگلیسی: One Life) فیلمی محصول سال ۲۰۲۳ و به کارگردانی جیمز هیوس است. در این فیلم بازیگرانی همچون آنتونی هاپکینز، هلنا بونهام کارتر، جانی فلین، لنا اولین، رامالا گری، الکس شارپ، جاناتان پرایس، سامانتا اسپیرو، ساموئل فینتسی، مارته کلر و آدریان راولینز ایفای نقش کرده‌اند.